# East Wagga Wagga
East Wagga Wagga är en del av en befolkad plats i Australien. Den ligger i kommunen Wagga Wagga och delstaten New South Wales, i den sydöstra delen av landet, omkring 380 kilometer väster om delstatshuvudstaden Sydney.
Närmaste större samhälle är Wagga Wagga, nära East Wagga Wagga.
Trakten runt East Wagga Wagga består till största delen av jordbruksmark. Runt East Wagga Wagga är det glesbefolkat, med 12 invånare per kvadratkilometer. Genomsnittlig årsnederbörd är 716 millimeter. Den regnigaste månaden är mars, med i genomsnitt 99 mm nederbörd, och den torraste är oktober, med 32 mm nederbörd.